# Campanula decumbens
Campanula decumbens är en klockväxtart som beskrevs av A.Dc. Campanula decumbens ingår i släktet blåklockor, och familjen klockväxter.
Artens utbredningsområde är Spanien. Inga underarter finns listade i Catalogue of Life.